# 4-叔丁基-1,2-苯二酚
4-叔丁基-1,2-苯二酚是一种有机化合物，化学式为C10H14O2。它可由邻苯二酚和2-甲基丙烯加热反应制得。它和NBS反应，可以得到3-溴-5-叔丁基-1,2-苯二酚；它可以被高碘酸钠氧化为4-叔丁基-3,5-环己二烯-1,2-二酮。它可用作烯烃的阻聚剂和抗氧化剂。